# Den Store Danske Encyklopædi

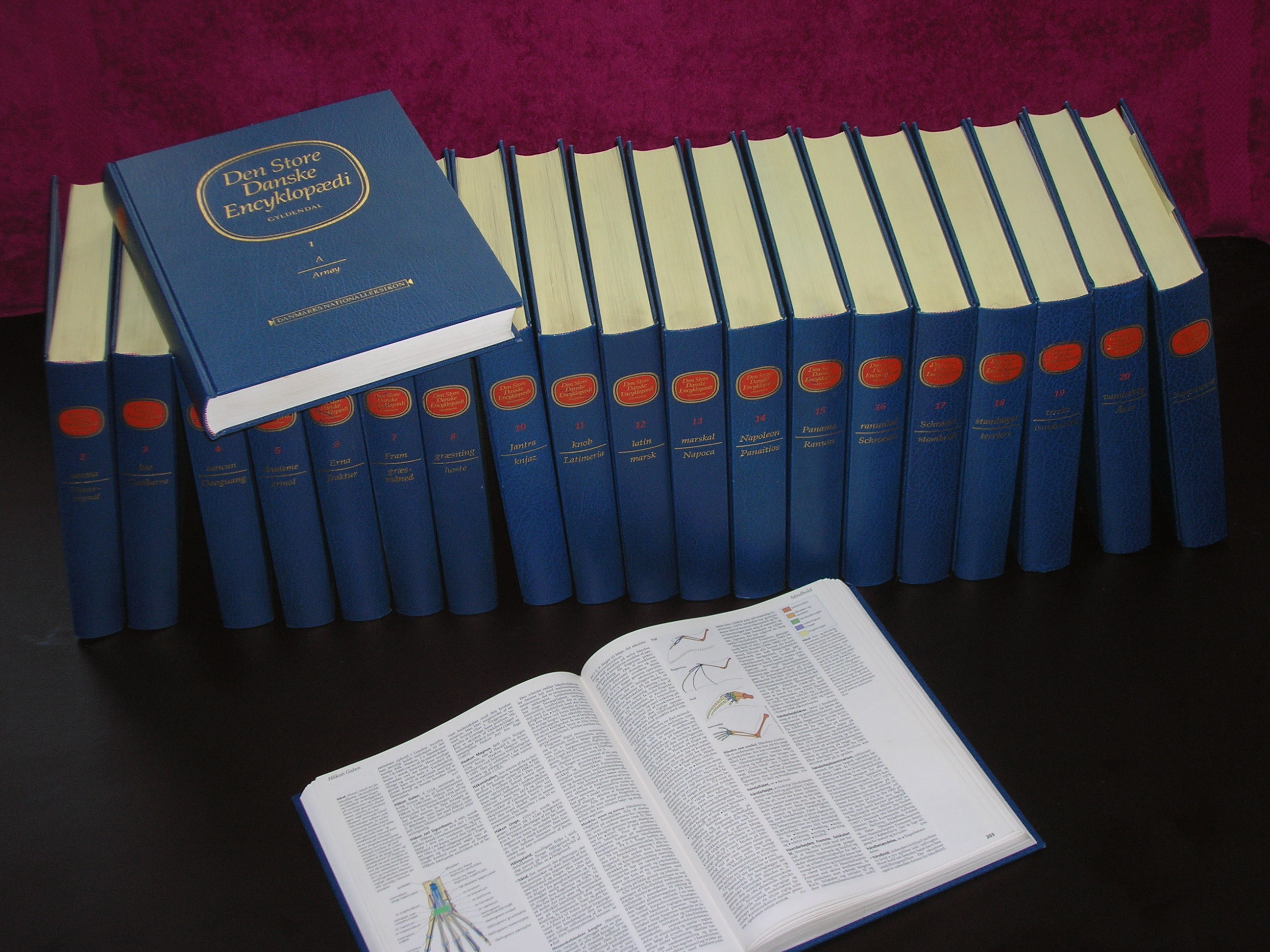
Den Store Danske Encyklopædi

Den Store Danske Encyklopædi, afgekort tot SDE, is de laatst ontstane, traditionele encyclopedie in het Deens en bestaat uit 22 delen plus 2 indexdelen. Het naslagwerk werd voorheen uitgegeven door Danmarks Nationalleksikon, een dochteronderneming van uitgeverij Gyldendal. Heden ten dage geeft Gyldendal zelf het lexicon uit. De encyclopedie omvat meer dan 161.000 artikelen.
De eerste band kwam uit in 1994, terwijl de tweede en voorlopig laatste supplementband in 2005 uitkwam. Zoals alle naslagwerken streeft Den Store Danske Encyklopædi ernaar om langere besprekingen over centrale thema’s aan te bieden die worden aangevuld met een kortere lexicale inhoudsopgave.
Er hebben ruim 3.000 deskundigen aan meegewerkt onder leiding van Jørn Lund, hoogleraar in de Deense taal. Sedert 25 februari 2009 wordt de encyclopedie ook op het internet uitgegeven, onder de titel Den Store Danske.

## Uitgaven op andere media
Het werk werd in 2004 op cd-rom uitgegeven voor Microsoft Windows en in 2005 voor Apple Macintosh. Onder de naam Gyldendals Online Leksikon werd op 3 november 2006 een internetuitgave gepubliceerd, die materiaal van drie banden uit de reeks Gyldendals Leksikon van 2002 bevatte alsmede uit Gyldendals Etbindsleksikon uit 2003. Gyldendals Online Leksikon omvatte circa 250.000 artikelen. Het gebruik was de eerste zeven dagen gratis; nadien verlangde de website een jaarlijkse betaling voor de toegang.

### Den Store Danske
Met ingang van 25 februari 2009 werd de internetuitgave voor elkeen toegankelijk onder de naam Den Store Danske. Deze encyclopedie biedt gebruikers de mogelijkheid artikelen toe te voegen en te bewerken, en het is daarenboven mogelijk de inhoud te downloaden middels een API. Er zijn vast aangestelde redacteuren en experten aan de encyclopedie verbonden teneinde de correctheid van de inhoud te verzekeren. Alle bewerkingen en nieuwe artikelen in Den Store Danske worden door deze redacteuren en experten nagezien en geverifieerd. De bewerkingsfunctie van de artikelen wordt gebruiksvriendelijk gehouden met de grafische interface wysiwyg. Begin 2011 bevatte Den Store Danske circa 170.000 artikelen. Ter vergelijking bevatte de Deense Wikipedia medio 2015 ongeveer 200.000 artikelen.

## Auteursrecht
De oorspronkelijke artikelen in Den Store Danske Encyklopædi mogen gebruikt worden voor zover ze niet verspreid of commercieel toegepast worden.
Nieuwe artikelen in Den Store Danske (geschreven door gebruikers) mogen vrij gebruikt worden. Men dient evenwel naar de bron te verwijzen met een diepe link wanneer men materiaal online gebruikt.
Voor het overige is Den Store Danske auteursrechtelijk beschermd en eigendom van Gyldendal.